# Grimmia crassinervia
Grimmia crassinervia là một loài Rêu trong họ Grimmiaceae. Loài này được (Müll. Hal.) Macoun & Kindb. mô tả khoa học đầu tiên năm 1892.